# Іггі Поп
Джеймс Ньюел Остерберг-молодший (англ. James Newell Osterberg, Jr.; нар. 21 квітня 1947), більш відомий як Іггі Поп (англ. Iggy Pop) — американський рок-співак, один із засновників і гуру альтернативного року. За внесок у розвиток рок-альтернативи його називають «хрещеним батьком» (іноді «дідусем») панк-року та гранджу. 2009 року авторитетний британський журнал «Classic Rock» нагородив його званням «Жива легенда».

## Дитинство
Народився в м. Маскегон, Мічиґан. Син Луеллен (уродженої Крістенсен) та Джеймса Ньюелла Остерберга старшого, який працював вчителем англійської мови й тренером з бейсболу в середній школі Фордсона в місті Дірборн, штат Мічиґан. Іггі виріс в трейлер-парку в місті Іпсіланті, Мічиган. «Ми жили в трейлері. На стоянці номер 96. А всього номерів було 113. У всьому цьому таборі вища освіта була у двох людей — моїх батьків» — згадував співак пізніше. Відповідно до опублікованої музикантом 1982 року автобіографії, його з дитинства заворожували монотонні звуки електробритви батька та конвеєра на місцевому заводі. Іггі Поп розповів в одному з інтерв'ю:
|  | Вперше мені захотілося стати музикантом, коли ми їхали двосмуговим шосе в Мічигані. Я сидів ззаду в кадилаку 1949 року — мій батько завжди знався на машинах. У динаміках Френк Сінатра співав: «Мрії збуваються, це може трапитися, якщо ти молодий серцем» (англ. «Fairy tales can come true, it can happen to you if you're young at heart»). Батько підспівував. З того дня, коли люди запитували мене, ким я хочу стати, я відповідав: співаком. Потім, з віком, я почав розуміти, що це не дуже й реально. І тоді я вирішив, що стану політиком. |

Іггі Поп має ірландські та англійські корені по батьківській лінії, а також норвезький родовід по материнській. Його батько був усиновлений шведсько-американською родиною, тому прізвище родини шведське (Österberg).

## Творчий період
Наприкінці 1960-х — на початку 1970-х років Іггі Поп був солістом у рок-групі The Stooges, яка сильно вплинула на розвиток хард-року та панк-року, які тоді зароджувалися. The Stooges стали скандально відомими своїми концертними виступами, під час яких Іггі (традиційно виступав з голим торсом) часто калічив себе, ображав глядачів, роздягався і стрибав зі сцени в натовп (саме він винайшов стейдж-дайвінг). The Stooges були сім разів невдало номіновані на включення до Зали слави рок-н-ролу, нарешті 15 березня 2010 року вони ввійшли туди на урочистій церемонії, що відбулася в Нью-Йорку.
Популярність Іггі не раз змінювалася протягом всієї його подальшої сольної кар'єри. Його найвідоміші сольні пісні — «Lust for Life», «I'm Bored», «Real Wild Child (Wild One)», «The Passenger» та хіт-сингл «Candy» (дует з вокалісткою The B-52, Кейт Пірсон) потрапив в Top 40. Біографічний фільм про його життя та кар'єру під назвою «The Passenger» перебуває в розробці. Прізвисько «Іггі» йому дали Майкл Ерлевайн та інші товариші з групи «Prime Movers» за те, що Остерберг спершу грав у групі «The Iguanas». Іггі Поп загальновизнаний як один з найдинамічніших виконавців усіх часів. З 1990-х багато знімається в кіно.
2016 р. повідомили про нових 5 треків Іггі Попа.
Поп працював з Джонні Деппом у кількох фільмах: вони з'являлися разом у «Плаксій» і «Мрець». Поп створив музику для фільму «Хоробрий», режисером якого виступив Депп.

## Дискографія
- 1977: The Idiot
- 1977: Lust For Life
- 1978: T.V. Eye
- 1977: Live
- 1978: Kill City (як Iggy Pop & James Williamson)
- 1979: New Values
- 1980: Soldier
- 1981: Party
- 1982: Zombie Birdhouse
- 1984: Choice Cuts
- 1986: Blah-Blah-Blah
- 1988: Instinct
- 1988: Compact Hits
- 1988: Live At The Chanel
- 1990: Brick By Brick
- 1992: The Story Of Iggy Pop
- 1993: Live NYC Ritz'86
- 1993: Suck On This
- 1993: American Caesar
- 1995: We Are Not Talking About
- 1995: Wake Up Suckers
- 1996: Naughty Little Doogie
- 1996: Nude & Rude — The Best Of Iggy Pop
- 1999: Avenue B
- 2001: Beat 'Em Up
- 2003: Skull Ring
- 2009: Préliminaires
- 2012: Après
- 2016: Post Pop Depression
- 2019: Free
- 2023: Every Loser

### Разом з гуртомThe Stooges
- 1969 — The Stooges
- 1970 — Fun House
- 1973 — Raw Power
- 1977 — Metallic K.O. (live)
- 1995 — Open Up and Bleed (live)
- 2007 — The Weirdness

## Фільмографія
- Sid & Nancy (1986, режисер Аекс Кокс)
- Колір грошей (1986, режисер Мартін Скорсезе)
- Cry-Baby (1990, режисер Джон Уотерс)
- Залізо (1990, режисер Річард Стенлі)
- Мрець (1995, режисер Джим Джармуш)
- Пісня за піснею (2017, режисер Терренс Малік)
- Мертві не вмирають (2019, режисер Джим Джармуш)

## Цікаві факти
На його честь названий персонаж пса Iggy, який є другорядним протагоністом у манзі й аніме JoJo's Bizzare Adventure: Stardust Crusaders.